# Сифр, Мишель
Мише́ль Сифр (фр. Michel Siffre; 3 января 1939, Ницца — 25 августа 2024, Ницца) — французский учёный, геолог, спелеолог. Широкую известность получил благодаря серии хронобиологических экспериментов «Вне времени», в ходе которых находился длительное время в одиночестве и без часов в пещере,  изучая субъективное ощущение течения времени.

## Биография
Родился 3 января 1939 года в Ницце. В 10 лет в парке Ниццы впервые один залез с электрическим фонариком в пещеру и с тех пор увлёкся спелеологией, облазив со своим другом Марком Мишо множество пещер в предгорьях Альп. К 17 годам исследовал приблизительно полсотни пещер в Приморских Альпах, публикуя результаты своих изысканий в геологических и спелеологических журналах. В шестнадцать лет стал учеником академика Жака Буркара, занимался геологией и океанографией. Вдвоём они опубликовали объёмную статью о четвертичных отложениях морского дна в окрестностях Ниццы. В двадцать с небольшим лет защитил дипломную работу по геологии в Сорбонне.
В 1960 году Сифр выиграл стипендию Фонда призваний и организовал экспедицию по исследованию пещер Шри-Ланки. По возвращении из джунглей в августе 1961 года возглавил экспедицию по исследованию карстового массива Маргуарейс на границе Франции и Италии в Альпах. Там в пещере Скарассон был обнаружен крупный подземный ледник. В 1962 году Сифр при поддержке большого числа спелеологов провёл в этой пещере эксперимент по двухмесячному заточению без ориентиров во времени. Этот эксперимент принёс ему широкую известность.
В 1963 году экспедиция под руководством Сифра продолжила исследования ледников в пещере Скарассон и большой и глубокой системе Пиаджа Белла на массиве Маргуарейс. В 1964—1969 годах Сифр руководил  серией экспериментов по одиночному заточению: в 1964 году мужчина провёл под землёй 4 месяца, женщина — 3 месяца; в 1966 году ещё один мужчина ушёл в пещеру на 6 месяцев. Эксперименты проводились в пещерах альпийского карстового массива Одиберг, в 80 км от Ниццы.
В 1972 году Сифр вновь провёл эксперимент, заточив себя под землю в пещере Миднайт, Техас, на 205 дней. Идея заключалась в том, чтобы, сравнив с результатами наблюдений 10-летней давности, изучить влияние старения организма на биологические часы.
В 1974 году Мишель Сифр провёл экспедицию по изучению пещер Гватемалы.
Умер 25 августа 2024 года в Ницце в возрасте 85 лет.

## Эксперименты по субъективной оценке времени
В 1962 году Мишель Сифр убедил своих товарищей из Спелеоклуба имени Мартеля (Ницца) сделать эксперимент, в ходе которого он должен был провести в одиночестве в пещере Скарассон два месяца, занимаясь исследованием подземного ледника и одновременно наблюдая за физиологией своего организма, в первую очередь — за субъективной оценкой течения времени. 16 июля 1962 года Сифр спустился в пещеру в заранее подготовленный подземный лагерь на леднике, куда были занесены продукты, электрические батареи, книги, оборудование и протянута телефонная связь. На поверхности было организовано круглосуточное дежурство. По условиям эксперимента, Сифр должен был сообщать на поверхность каждый раз, когда просыпался и ложился спать, и предполагать, какое, по его мнению, тогда время. Кроме того, два раза в «сутки» он должен был сосчитать до 120 за 2 субъективных минуты. Эксперимент закончился 14 сентября, в то время как Сифр думал, что ещё только 20 августа.
Результаты эксперимента показали, что без внешней информации об астрономическом суточном цикле, тем не менее Сифр продолжал ему следовать, периоды бодрствования и сна в сумме составили 24,5 часа. Однако субъективные оценки временных промежутков, как продолжительных (сутки), так и кратковременных (120 с), на протяжении эксперимента всё более расходились с реальными.
В более поздних экспериментах под руководством Сифра, где участниками были другие испытатели, у них наблюдался переход биологических часов с 24-часовых суток на 48-часовые (36 часов бодрствования и 12 часов сна). Во втором своём заточении в пещере Миднайт на 205 дней Сифр также совершил переход на 48-часовые сутки. В эксперименте 1966 года была обнаружена корреляция между продолжительностью бодрствования и продолжительностью фазы быстрого сна: на каждые 10 минут дополнительного бодрствования требовалась 1 минута дополнительного сна в фазе сновидений. Также было замечено, что, чем дольше продолжительность быстрой фазы, тем быстрее реакция в последующий период бодрствования. Этим заинтересовались французские военные, имея в виду найти препараты, искусственно увеличивающие фазу быстрого сна, с тем чтобы получить солдат с периодом активности в 36 часов.
Выбор именно пещер в качестве места проведения своих экспериментов Мишель Сифр объяснял тем, что спелеологи, которые были участниками его экспериментов, в силу приспособленности и высокой мотивации были готовы провести в изоляции (в пещере) гораздо большее время, чем исследователи, проводившие аналогичные эксперименты в лаборатории в 1960—1970 годах.

## Публикации
- Один в глубинах Земли, М. Сифр, М., 1966. (перевод книги «Hors du temps...», 1963).
- В безднах Земли, М. Сифр, М., «Прогресс», 1982. (перевод книги «Dans les abîmes de la terre», 1975).
- Hors du temps. L'expérience du 16 juillet 1962 au fond du gouffre de Scarasson par celui qui l'a vécue, Julliard, 1963.
- Dans les abîmes de la terre, Flammarion, 1975.
- Des merveilles sous la terre, Hachette, cop. 1976.
- L'or des gouffres: découvertes dans les jungles mayas, Flammarion, 1979.
- A la recherche de l'art des cavernes du pays Maya, A. Lefeuvre, 1979.
- Stalactites, stalagmites, cop. 1984.
- Découvertes dans les grottes mayas, Arthaud, 1993.
- La France des grottes et cavernes, Privat, 1999.